# ホンダ・R125
R125（アール125）は、かつて本田技研工業が製作したオートレース用競走車であり、日本メーカーとして初めて日本国外でのオートバイレースに出場した車両である。

## 製作までの経緯
本田技研工業としてのレース活動は現会社の設立以前から創業者の本田宗一郎により行われているが、その頃の日本でのレースはダート走路の平面なオーバルトラックで行なうことが一般的で、本田技研工業（以下ホンダ）となった頃には市販のオートバイを改造した車両でレースに参加していたが、その中にはダートトラックで行われていたオートレースも含まれており創生期にはオートバイを競走車として参加させていた。
1953年にオートレースの統括団体である日本小型自動車競走会連合会（以下競走会）から、ブラジルのサンパウロで行われるオートバイレースへの参加依頼がオートレースに参加しているメーカーへ届き、サンパウロ側が日本製の車両で4つのクラスに出場する合計10人ほどの選手を招待し同伴者を含め交通費と滞在費を負担する条件を提示していたことから、ホンダや目黒製作所（以下メグロ）など5社が参加することになり、オートレース選手による選手団も結成されホンダ社員の大村美樹雄やメグロ所属の田代勝弘らがライダーとして発表された。
ところが、この話は最初に受けた外務省から車両製造を管轄する通産省へ送られたあと放置されたため競走会が話を知ったのは同年11月30日の参加締切直前で、12月15日に遅れて参加の連絡をしたため「既に定員まで集まり締め切った」とサンパウロ側から返答されしまう。しかし再交渉により参加できる枠は追加で確保されたものの、招待費用の支給は交通費1人分だけとなった。これに対し3社が参加を辞退したが、ホンダとメグロは費用の不足分を負担してでも参加する意思を示し、ホンダが125ccクラスに1台、メグロが350ccクラスに1台、サンパウロへ参戦させることが決定した。

## R125
ホンダは参戦が決定してから現地へ出発するまで1ヶ月ほどの間しかなかったため、オートレースの競走車仕様として製作している車両に更なる改造を加えてレースに臨むことを決めた。こうして製作された車両がR125である。
R125の原型は146ccのOHVエンジンを搭載した市販車のドリームE型だが、 実際は排気量とキャブレターの装着位置を変更したE型のエンジンを、ワンオフのパイプフレームに搭載したダートトラックレーサーで、さらにベンリイJ型のリアシートと燃料タンクも流用して製作されていた。

## サンパウロ国際レース
出発にあたり、参加するライダーは既に発表された中から大村と田代がそのまま選ばれ、さらにホンダ社員で車体の設計を担当していた馬場利次がマネージャー兼務の整備士として加わり、この3人が2台の参加車両を完全に分解した部品を持って1954年1月13日に羽田空港を出発し、6日かかってサンパウロに到着した。
レースまでの1ヶ月は、歓迎への挨拶や他メーカへの視察で多忙な日々を過ごす中、本番への練習を行っていたが、この間にメグロ・レックスの改造車で出場する予定だった田代が練習走行で転倒した際に左手を怪我して欠場することになり、大村だけがレースに臨むことになった。
そして2月13日、インテルラゴス・サーキットで行われた125ccクラスのレース決勝には22台が出場した。大村は日本のダート走路とインテルラゴスのような舗装されたサーキットとの違いに戸惑っていたうえ、練習走行の時点でR125とヨーロッパから参戦してきた世界選手権クラスのDOHCエンジンを搭載したレーサーとの性能差を痛感していた。しかし出発前に本田宗一郎から「完走だけは」と激励されており、最後まで走り終えることを目標としてレースに挑んだ。
レースは1周8km（当時）のコースで争われ、ネッロ・パガーニ（イタリア・モンディアル）が36分55秒2のタイムで8周し1位でゴールする。この時点で大村のR125はトップから1周半以上離される大差がついており、最後まで走った18台中の13位としてレースを終えた。だが日本メーカーの車両が国際レースで初めて完走を果たしたこと自体が快挙としてとらえられ、現地からの連絡を受けた本田宗一郎や関係者は沸き立った。

## その後のR125
レース後、欠場した田代の分の出場賞金が支給されず、帰国にあたり旅費が不足したため現地で金策が必要な状況に迫られ、結局R125を買い上げてもらうことになり、3人は苦労の末3月3日に帰国する。ホンダはR125がもたらした成果を一つの契機として、3月15日に『マン島TTレース出場宣言文』を発表したが、社外向けに出された文面には大村・馬場の両名とR125の活躍にも触れられていた。
2016年現在、ホンダコレクションホールで展示されているR125は、2000年にホンダの手により復刻された車両である。